# Friedrich Pollak
Friedrich Pollak, auch Fritz Pollak (* um 1881), war ein österreichischer Kunstschriftsteller und -historiker, der in den Jahren 1905 bis 1914 in Wien aber auch in Rom tätig war.

## Leben
Pollak hatte ein Kunstgeschichtsstudium abgebrochen. Er verfasste biografische Beiträge zu Künstlern, Kunstobjekten oder Ausstellungen. Seine Beiträge erschienen unter anderem in Zeitschriften und Zeitungen, in den Bänden 3–6 und 10 des Allgemeinen Lexikons der Bildenden Künstler von der Antike bis zur Gegenwart und in den Bänden 52–54 der Allgemeinen Deutschen Biographie.
Er gehörte 1909 mit Bronisław Huberman, Elsa Galafres, den Schriftstellern Hermann Bahr, Hugo Ganz, Stefan Großmanji, Alfred Polgar, Siegfried Trebitsch und Stefan Zweig einem Komitee an, das für eine Sammlung zur Schaffung einer lebensgroßen Bronzestatue nach einer Büste der Bildhauerin Elsa Kalmár von Kövesshaza zu Ehren des verstorbenen Burgtheaterdarstellers Josef Kainz geschaffen werden sollte.
Im Jahr 1914 wurde er als Betrüger verhaftet, weil er angeblich im Namen des Berliner Museumsdirektors Geheimrat Wilhelm von Bode Kunstsammler und Kunstfreunde aus Wien dazu veranlasste ihm eine Summe von 120,000 Mark zu übergeben. Er hatte ihnen vermittelt, dass er mit einem verarmten Italiener in Kontakt stehe, der aufgrund seiner schlechten Vermögensverhältnisse gezwungen sei, wertvolle Kunstschätze zu verkaufen. Zur Bestätigung legte er einen Brief mit dem Stempel des Königlichen Museums in Berlin vor, der angeblich die Unterschrift von Bodes trug. Dieser Brief stellte sich als Fälschung heraus. 1915 wurde er wegen Betrugs zu zwei Jahren schweren Kerkers verurteilt.

## Veröffentlichungen (Auswahl)
- Österreichische Künstler: Pettenkofen, Hörmann, Daffinger, Amerling, Canon, Markart, G. R. Donner. Leopold Weiss, Wien 1905, OCLC 28035196.
- August von Pettenkofen. In: Ludwig W. Abels (Hrsg.): Die Kunstwelt. Zeitschrift für Kunstpflege und Sammelwesen. 1. Jahrgang, Heft 2, Rudolf Lechner & Sohn, Wien 1905, S. 49.
- Zwei Wiener Bauten des J. B. Fischer v. Erlach. In: Zeitschrift für Geschichte der Architektur. Band 1, August 1907, ISSN 0935-7076, S. 282–283 (ub.uni-heidelberg.de).
- Lorenzo Bernini. Eine Studie. J. Hoffmann, Stuttgart 1909, OCLC 457985515.
- Die Bilder des Greco in Wien. In: Wiener Zeitung. Nr. 15, 20. Januar 1910, S. 6–7 (anno.onb.ac.at).
- Die Frauenausstellung der Sezession. In: Der Morgen. Wien, 28. November 1910, S. 2 (anno.onb.ac.at).
- Anton Dominik von Fernkorn. Ein österreichischer Plastiker. Schworella & Heick, Wien 1911, OCLC 882895097.
- Archivalische Beiträge zu einer Biographie Franz v. Zauners. In: Neue Freie Presse, 9. März 1912, S. 25 (online bei ANNO). Archivalische Beiträge zu einer Biographie Franz v. Zauners. In: Neue Freie Presse. Wien, Nr. 17078 vom 9. März 1912, S. 25–26 (anno.onb.ac.at).
- Ausstellungen Rom Internationale Sezession. In: Der Cicerone. Band 6, 1914, S. 263–265 (ub.uni-heidelberg.de).